# Katie Wright
Pour les articles homonymes, voir Wright.
Katie Wright est une thérapeute et ancienne actrice américaine née le 25 décembre 1971 à Kansas City au Missouri.

## Biographie
Katie Wright commence sa carrière d'actrice avec deux épisodes des Années coup de cœur avant d'avoir quelques rôles principaux dans des téléfilms sur le câble, en plus d'apparaître régulièrement dans deux feuilletons en première partie de soirée : Couleur Pacifique et Melrose Place. Elle a également reçu une formation de scénariste et de réalisatrice. En 2000, elle reçoit la récompense de la meilleure actrice au festival du film de Slamdunk pour son rôle dans Hairshirt, qu'elle a également produit.
Elle met un terme à sa carrière d'actrice en 2001 et commence des études pour devenir thérapeute familiale.

## Vie privée
Katie Wright est la fille du physicien Scott Wright et de Mary, elle est née à Kansas City au Missouri et a grandi à Villanova en Pennsylvanie, sortant diplômée en 1990 du lycée Harriton,.
En 2007, elle se marie avec l'acteur et réalisateur Hank Azaria avec lequel elle a un fils né en 2009,.

## Filmographie

### Cinéma
- 1994 : It's Pat : une groupie
- 1996 : God's Lonely Man : Danielle
- 1998 : Hairshirt : Corinne Wells
- 1999 : La Main qui tue : Tanya
- 2000 : The Sculptress : Sarah
- 2001 : The Good Things : Christina

### Télévision
- 1993 : Les Années coup de cœur : Jane (2 épisodes)
- 1994 : Cafe American : Tracy (1 épisode)
- 1994 : Harts of the West : la mannequin de lingerie (1 épisode)
- 1996 : Amitié fatale (When Friendship Kills) de James A. Contner : Lexi Archer
- 1996 : Jeunesse volée : Cindy et la petite-amie de Paul
- 1996 : Couleur Pacifique : Nina Gerard (10 épisodes)
- 1996 : Dangereuse Innocence : Clare Steves
- 1997 : Incorrigible Cory : Debbie (1 épisode)
- 1997 : Detention: The Siege at Johnson High : Samantha Eckert
- 1997 : Melrose Place : Chelsea Fielding (13 épisodes)
- 1997 : Players, les maîtres du jeu : Sarah Dalton (1 épisode)
- 1999 : Cracker : Jennifer Sieger (1 épisode)
- 1999 : Late Last Night : Mia
- 2000 : The David Cassidy Story : Susan Dey
- 2000 : Walker, Texas Ranger : Cara Parkins (1 épisode)